# بطولة تونس لكرة السلة للرجال 1983–84
بطولة تونس لكرة السلة للرجال 1983–84 هو الموسم رقم 29 من بطولة تونس لكرة السلة للرجال.

فاز بهذا الموسم النجم الرياضي الرادسي.

## روابط خارجية
- الموقع الرسمي للجامعة التونسية لكرة السلة.